# Eliseo Araujo
Eliseo Araujo Gamio fue un abogado, catedrático y político peruano.
Estudio en la facultad de derecho de la Universidad Nacional San Antonio Abad. Fue fiscal de la Corte Superior de Justicia del Cusco
Fue elegido diputado suplente por la provincia de Cusco  en 1876 durante el gobierno de Mariano Ignacio Prado y reelecto en 1879 durante el gobierno de Nicolás de Piérola y la guerra con Chile.
Al final de la guerra, fue elegido por la provincia de Cusco como miembro del Congreso que se reunió en Arequipa en 1883. En 1892 volvió a ser elegido diputado, esta vez por la provincia de Chumbivilcas y fue reelecto en 1895 y en 1901, ambas oportunidades en representación de la provincia del Cusco. En 1893, durante su gestión, llegó a formar parte de la mesa directiva de la Cámara de Diputados durante la presidencia de Mariano Valcárcel como prosecretario, compartiendo función con los diputados cusqueños Federico Luna y Peralta y José María Chávez Fernández.
Fue parte, junto con otros personajes cusqueños de fines del siglo XIX como Manuel E. Montesinos, Juan Julio Castillo, Antonio Lorena, Juan A. Falcón, Fernando Pacheco, Angel Colounge, Ambrosio della Chiesa y Gavino Ugarte del grupo de fundadores del Centro Científico del Cusco, organización de cusqueños que tenía la finalidad de ocuparse de los estudios geográficos y científicos en general y, en particular, del departamento del Cusco para suministrar informes que puedan ser útiles a la administración pública y procurar el mayor conocimiento del territorio peruano.
Eliseo Araujo fue Rector de la Universidad Nacional San Antonio Abad del Cusco en los últimos años del siglo XIX y con él se empezó a vivir lo que Tamayo Herrera califica como su "edad de oro" donde la universidad tuvo una existencia casi ininterrumpida, de no ser por la huelga estudiantil en 1909, y adquirió prestigio académico incluso fuera del Perú. Eliseo Araujo fue elegido rector en 1896 y se inició una reorganización de la universidad que, hasta entonces, aun mantenía un funcionamiento escolástico casi colonial. Estos cambios, sin embargo, se dieron aunque aun dentro de un ambiente elitista pero, no obstante ello, la universidad funciona, impartió clases y otorgó grados, situación muy distinta a la que se vivió casi todo el siglo XIX. La universidad, bajo el rectorado de Araujo, se convierte en un centro de expansión del Krausismo. Hacia 1907, la universidad aun es una institución reducida con 111 alumnos y 15 personas dedicadas a su administración. 
En 1909, se produce una reacción estudiantil contra lo atrasado de la enseñanza y el acusado nepotismo que se vivía en ella. En marzo de ese año se funda la Asociación Universitaria que agrupaba a los alumnos y el 7 de mayo de 1909 se dio una reunión del Consejo Universitario en el que, por primera vez, un alumno - miembro de la asociación - pidió la palabra. Luis E. Valcarcel, citado por Tamayo Herrera, dirá que sonó un tiro de revolver del alumno anarquista Manuel Jesús Urbina. Tras el caos, los alumnos se declararon en huelga y las actividades de la universidad fueron recesadas por todo ese año. La opinión pública apoyó la revuelta y ocasionó la renuncia del rector Araujo quien fue sucedido por Albert Giesecke. Otro de los efectos generados por la huelga fue la articulación de lo que se denominó la "Escuela Cusqueña" refiriéndose a una generación de alumnos que se agruparon en torno al regionalismo, el indigenismo y el descentralismo. Tamayo Herrera señala que es la generación más brillante que se produjo en el Cusco durante el siglo XX y la que tuvo y periodo de influencia más largo. Se artículo mediante la revista "La Sierra" y entre sus miembros se cuentan a Luis E. Valcarcel, Humberto Luna, Felix Cosío Medina, José Uriel García, Miguel Corazao, Francisco Tamayo, José Mendizábal, Rafael Aguilar y Luis Rafael Casanova.